# 行政立法
行政立法（ぎょうせいりっぽう）とは、行政機関による規範の定立。または、それによって定立された規範それ自体を意味する。「行政立法」の呼称を避け、行政基準の語を用いる場合や、特定の呼称を付さない（単に、「行政機関による規範定立」とだけ呼称する）場合もある。

## 行政立法の分類
行政立法は、その内容（性質）によって、法規命令と、行政規則とに分類される。

### 法規命令

#### 概要（合憲性）
法規命令とは、行政機関が定める法規のことである。ここにいう法規とは、国民の権利義務に関する規範を意味する。日本ではこれを定める場合は法に定める場合を除き意見公募をしなければならない。
ドイツ連邦共和国基本法80条(1)は、法律によって、行政機関に対し、法規命令の制定を授権する場合には、その法律において、授権の内容・目的・限度を明記すべきとして、白紙委任を禁じている。
日本においては、唯一の立法機関である国会のみが、法規を定立することができると解されているため（日本国憲法第41条）、法律の委任（法律による授権）がある場合に限って、法規命令は合憲であるとされる（日本国憲法第73条6号が、法規命令の憲法上の根拠とされる）。
日本における法規命令は、政令、内閣府令、省令などの形式をとることが多い。

#### 執行命令・委任命令
法規命令には、執行命令（実施命令）、委任命令、独立命令および緊急命令がある。このうち、現行の日本法上認められているのは前二者のみである。
執行命令（実施命令）
上位の法令を執行するために定立された規範で、上位の法令において定められた国民の権利・義務を詳細に説明することを内容とした命令である。一般的（包括的）な発令権限の規定が定められていれば、制定可能であるとされる。
委任命令
受任命令とも呼ばれ、法律または上級の命令の委任に基づいて本来当該法律・命令に定めるべき事項について定める命令をいう。執行命令の場合と異なり、例えば罰則を設けることができるなど、国民の権利を制限し、義務を課すことが可能である。一般的な発令権限の規定だけでなく、対象を特定した形での委任が必要であり、また、日本法においては、一般的・包括的な委任は許容されないと考えられている。しばしばある命令の内容が委任の範囲に属するかが争われることがあり、例えば猿払事件などがある。
独立命令
行政府が立法府から独立に制定する命令である。
緊急命令
行政府が緊急時に法律事項について制定する命令であり、事後に立法府による承認を要する。

#### 包括的授権・個別的授権
一般的（包括的）授権しかない場合と、個別的な授権がある場合との区別は、時として困難である。国家公務員法第102条1項は、一般職の国家公務員による政治的行為を禁止しているが、「政治的行為」の具体的内容は、人事院規則で定めるとしている。人事院規則は、人事院という行政機関が制定する規範、すなわち行政立法であり、政治的行為の禁止は、国民の権利の制限であるから、その性質は法規である。判例は、国家公務員法第102条1項を合憲としている（「法律の委任」があると判断している）が（最高裁判所昭和33年5月1日判決刑集12巻7号1272頁）、学説上、強い異論がある。

### 行政規則
行政規則は、行政立法のうち、法規の性質を持たないもののことをいい、行政命令あるいは行政規程とも呼ばれる。法規の性質を持たないため、法律の委任は不要である。形式も、内規、要綱、通達によるのが通例である（政令・省令など命令の形式による場合もある）。
行政規則は、国民・裁判所に対する法的拘束力（外部的効果）を持たず、たとえ行政機関が、自ら定めた行政規則に違反したとしても、原則として、違法とはならない（妥当でない、とされる場合は、当然ある）。しかし、行政規則であるからといって、直ちに外部的効果を持たないわけではない（法規命令と行政規則との区別は、相対的なものである）、との指摘もある。それと同時に、法規命令と行政規則という分類も無意味ではない、との指摘もある。
例
行政手続法の審査基準、行政指導の基準を定めた指導要綱
営造物規則

#### 告示
告示とは、行政庁が決定した事項等を公式に一般に知らせることである（国家行政組織法第14条1項）。判例は、学習指導要領に法規性を認めた。

#### 訓令・通達
訓令・通達は、上級庁が下級庁に指揮・監督するためにする命令である（同14条2項）。法令解釈の基準を通達という形式で定立することがしばしば行われるが（通達行政）、訓令に従って行政作用が行われても、そのことは当該行政作用が適法であることを保障するものではない。

## 行政立法の必要性
行政立法が必要とされる理由として、対象の専門化、状況変化への柔軟性、中立性確保が、挙げられる。
第一に、規範の定立（特に法規）を全て議会に委ねることになると、詳細で、専門技術的事項についてまで、議会で審議すべきことになるが、これは困難・非効率である。第二に、議会による立法では、状況変化に即応して規範を改正することが困難である。第三に、政治的に中立な立場にある行政機関が規範を定立することが合理的と考えられる場合もある（人事院規則など）、また、地方の事情を考慮した対応をするためには、その実情に明るい行政機関に規範を定立させることが合理的であると考えられる場合もある。

## 成立
法規命令の場合には、公布・施行の手続が必要であるが、行政規則の場合は、不要である。平成17年の行政手続法の改正により、パブリックコメント手続きが法制化された（39条）。